# Acanthomyops plumopilosus
Acanthomyops plumopilosus é uma espécie de inseto do gênero Acanthomyops, pertencente à família Formicidae.